# Tolita lékařská

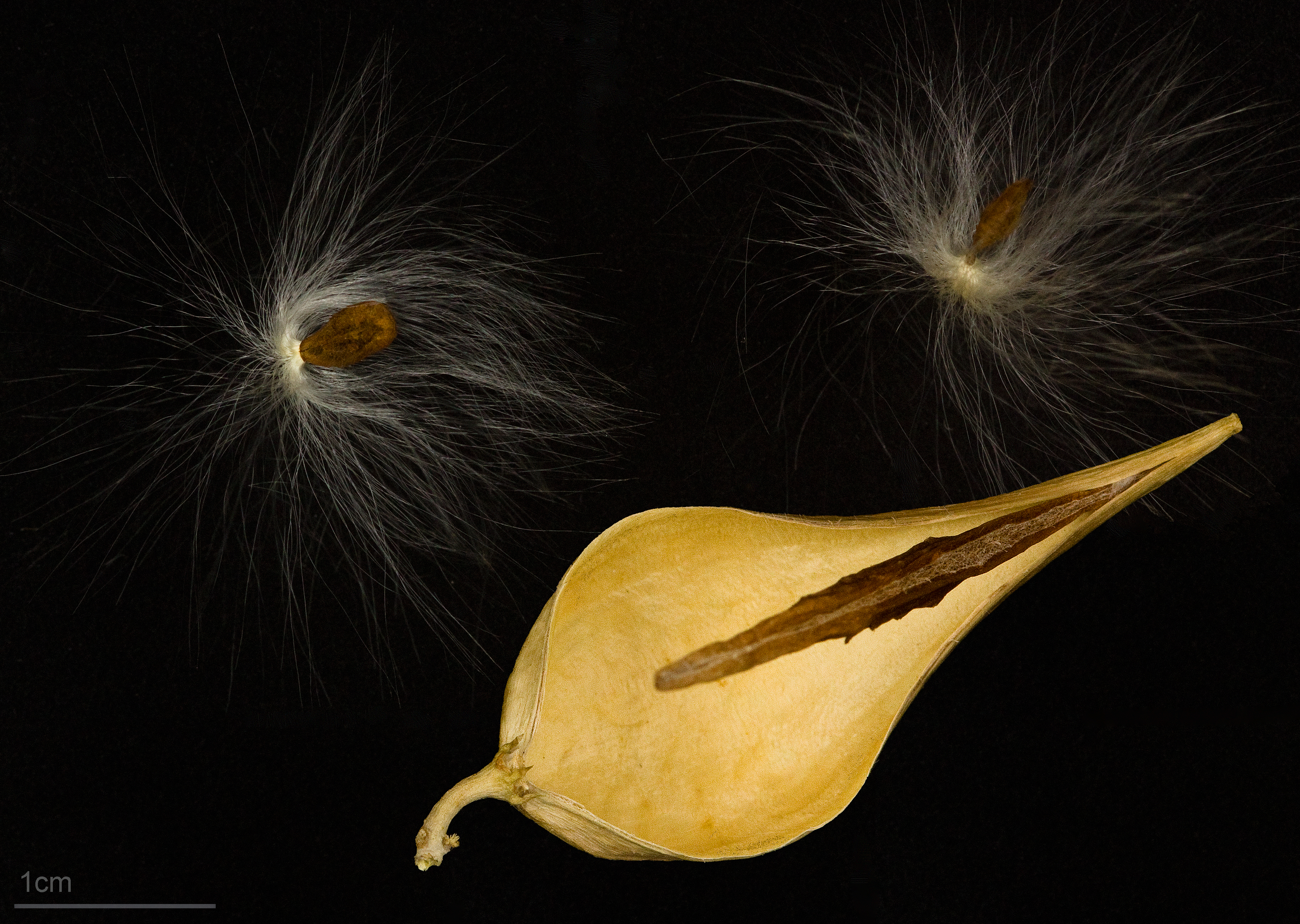
Suchý plod a semena tolity lékařské

Tolita lékařská (Vincetoxicum hirundinaria) je bíle kvetoucí rostlina z čeledi toješťovité (Apocynaceae).

## Popis
Tolita lékařská je vytrvalá, nejčastěji 50–120 cm vysoká bylina s krátkým větveným oddenkem. Z oddenku vyrůstají přímé jednoduché lodyhy s pýřitým ochlupením, na nichž vyrůstají vstřícné či vzácně přeslenité listy. Listy jsou celokrajné, krátce řapíkaté, tvarem pak kopinaté, vejčité či až srdčité, vpředu zašpičatělé a z velké části lysé, jen na rubu na žilnatině pýřité.
Květy jsou bílé či žlutobílé a dohromady tvoří květenství, tzv. stopkatý vrcholík. Kališních lístků je 5 a jsou jen při bázi srostlé, korunních lístků je také 5, které jsou dole srostlé v krátkou trubku. Prašníky mají vnější jalovou podkovovitou část, která pak připomíná pakorunku a vnitřní fertilní část, pylová zrna tvoří brylky. Blizny jsou navzájem srostlé v pětilaločný útvar. Plodem je měchýřek.

## Celkové rozšíření
Tolita lékařská přirozeně roste v Evropě a v západní Asii, na sever sahá až po jižní Skandinávii, zhruba po 60. rovnoběžku, na východ až na západní Sibiř do okolí Omsku. V jižní Evropě se vyskytuje spíše ostrůvkovitě, dále roste také na Kavkaze. Byla zavlečena člověkem i na několik míst do Severní Ameriky.

## Stanoviště
Tolita lékařská vyhledává například travnaté, křovinaté či skalnaté svahy, světlé části lesů a jejich lemy, případně lesostepi. Je to typický druh zvláště různých druhů teplomilných doubrav (řádu Quercetalia pubescenti-petrae), teplomilnějších variant dubohabřin (svaz Carpinion betuli), ale roste i mimo les, v různých křovinách, na skalách, v lesních lemech, někdy i v suchých trávnících. V České republice to je spíše teplomilný druh, proto je nejběžnější v relativně suchých a teplých územích, např. na jižní Moravě. V chladnějších krajích je vzácnější a vyskytuje se jen ostrůvkovitě na vhodných lokalitách či chybí zcela. Zcela ojediněle roste i v horách, ale pouze na vzácných reliktních lokalitách, jako je třeba (Čertova zahrádka v Krkonoších).

## Použití
V minulosti byl oddenek tolity používán v lidovém léčitelství i mezi veterináři. V západní Evropě byla tolita lékařská pěstována i jako přadná rostlina. Jinak se jedná o jedovatou rostlinu, obsahuje jedovatý glykosid vincetoxin.
V prohlubních pod nektarii tvoří množství nektaru, který je dobře přístupný pro opylovače. Tolita je tak hojně navštěvována včelami i jiným hmyzem.